# Anchista brunnea
Anchista brunnea – gatunek chrząszcza z rodziny biegaczowatych i podrodziny Lebiinae.

## Taksonomia
Gatunek ten opisany został po raz pierwszy w 1823 roku przez Christiana R.W. Wiedemanna na łamach „Zoologisches Magazin” pod nazwą Lebia brunnea. Jako miejsce typowe wskazano Bengalię. Do rodzaju Anchista przeniesiony został w 1921 roku przez Herberta Edwarda Andrewesa. W 1856 roku John Nietner opisał z Cejlonu Anchista modesta, który z A. brunnea zsynonimizowany został przez Andrewesa w 1924 roku. Z kolei opisany przez Maximiliena Chaudoira w 1877 roku z Dekanu Anchista picea zsynonimizowany został z A. brunnea przez Andrewesa w 1921 roku.

## Morfologia

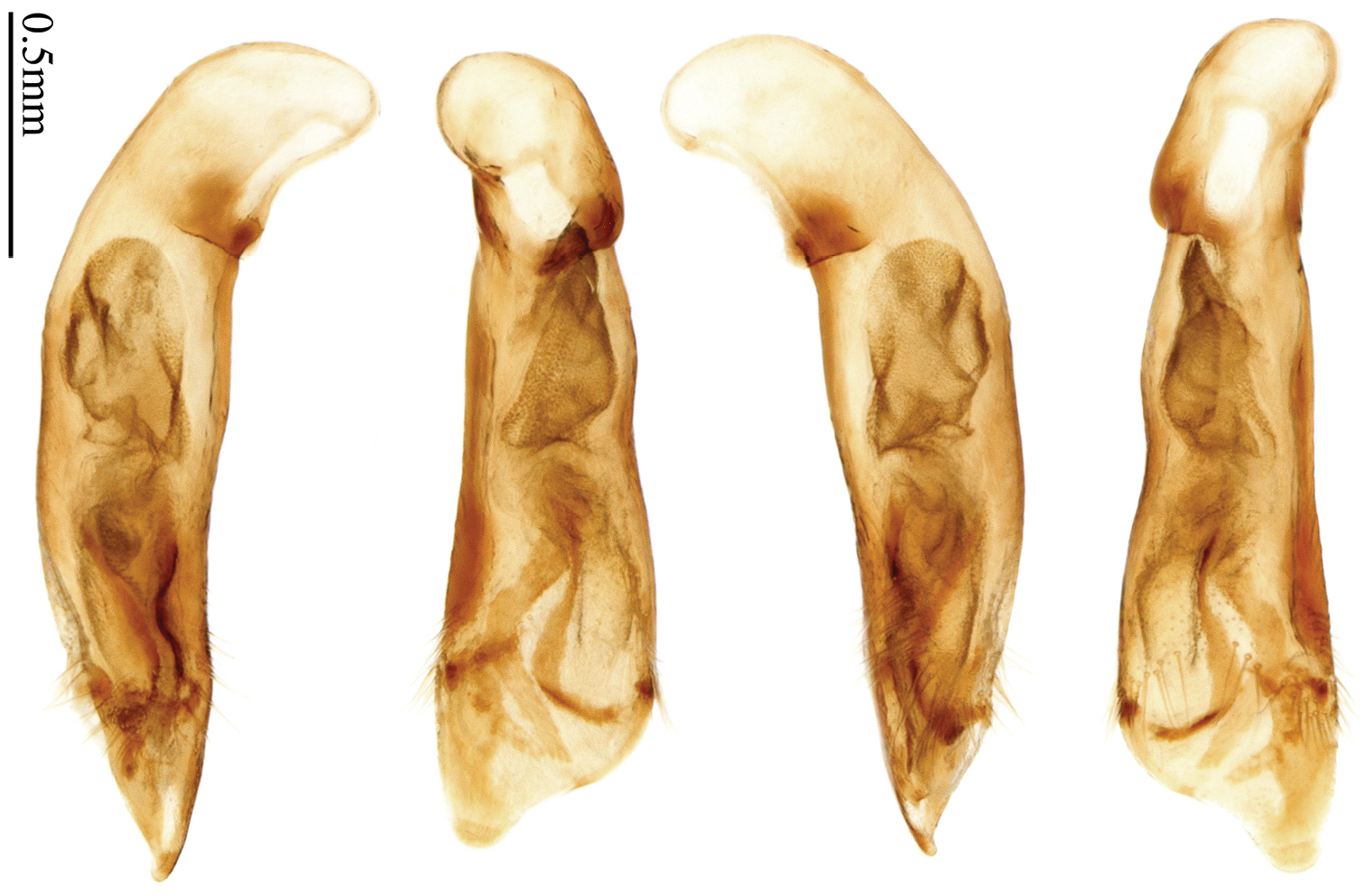
Środkowy płat edeagusa

Chrząszcz o ciele długości od 7,2 do 7,8 mm. Głowę ma rudobrązową z żółtawobrązowymi do rudobrązowych czułkami i narządami gębowymi, pozbawioną punktowania i mikrorzeźby. Przedplecze jest rudobrązowe z żółtawobrązowymi rozpłaszczeniami brzegów bocznych oraz zwykle z lekko rozjaśnionymi tylnymi ⅔ dysku, niewyraźnie mikrorzeźbione. Kształt przedplecza jest sercowaty, najszerszy nieco za środkiem długości, o rozszerzonych, zaokrąglonych i niewystających ku przodowi kątach przednich, silnie zafalowanych przed kątami tylnymi krawędziach bocznych, zaostrzonych kątach tylnych i płatowatej nasadzie. Wyraźna i mocno wgłębiona linia środkowa jest na przedzie i przed nasadą punktowana. Dołki przypodstawowe przedplecza zaopatrzone są w kilka punktów. Rozpłaszczenia brzegów bocznych są szerokie i zaopatrzone w kilka grubych punktów. Ubarwienie pokryw jest jednolicie brązowawe. Rzędy są płytkie i drobno punktowane, międzyrzędy zaś sklepione, punktowane drobno i rzadko, pokryte mikrorzeźbą o równych średnicach oczek siatki. Trzecie międzyrzędy pokryw mają dwa chetopory (nasadowy przyległy do rzędu trzeciego, a wierzchołkowy do rzędu drugiego), a piąte po jednym chetoporze u podstawy. Brak jest chetoporów wtórnych. Odnóża mają żółte uda oraz żółtawobrązowe golenie i stopy. Te ostatnie w przypadku wszystkich par u samca mają dwa kompletne szeregi włosków adhezyjnych. Samiec ma genitalia o płacie środkowym edeagusa wyprostowanym, spłazczonym i nieco na wierzchołku rozszerzonym, w widoku grzbietowym o lewym brzegu bocznym zakrzywionym pośrodku. Krótka, zaokrąglona, płaska blaszka wierzchołkowa leży na prawej stronie płata i nieco zakrzywia się dogrzbietowo. Endofallus ma delikatnie łuskowatą część nasadową oraz parę wydłużonych, zafalowanych, miękkawych sklerytów w pobliżu ujścia.

## Rozprzestrzenienie
Owad orientalny, podawany z północnych i wschodnich Indii, Bangladeszu oraz Sri Lanki.